# Cherríe Moraga
Cherríe Moraga (Los Angeles, 25 settembre 1952) è un'attivista, scrittrice e drammaturga statunitense.
Fa parte della facoltà di lingua inglese presso l'Università della California, Santa Barbara. Moraga è anche un membro fondatore del gruppo di attivisti per la giustizia sociale La Red Chicana Indígena, un'organizzazione di chicani che si batte per l'istruzione, i diritti della cultura e i diritti degli indigeni.

## Primi anni
Moraga è nata nella contea di Los Angeles. Nel suo articolo La Guera ha scritto delle sue esperienze di crescita come figlia di un uomo bianco e di una donna ispanica, affermando che "è spaventoso riconoscere che ho interiorizzato un razzismo e un classismo, dove l'oggetto dell'oppressione non è solo qualcuno al di fuori della mia pelle, ma è il qualcuno dentro la mia pelle." Ha citato sua madre come la sua principale ispirazione per diventare una scrittrice, affermando che era un'eminente narratrice.
Ha frequentato l'Immaculate Heart College di Los Angeles, conseguendo una laurea in inglese nel 1974. Subito dopo essersi iscritta a un corso di scrittura al Women's Building, ha prodotto le sue prime poesie di stampo lesbo. Nel 1977 si è trasferita a San Francisco dove si è mantenuta come cameriera, è diventata politicamente attiva come fiorente femminista e ha scoperto il femminismo delle donne di colore.

## Scritti e temi
I temi principalmente affrontati includono le intersezioni di genere, sessualità e razza, in particolare nella produzione culturale di donne di colore. Il lavoro di Moraga è stato pubblicato sulla rivista lesbica Esto no tiene nombre, che ha cercato di informare e rafforzare le lesbiche latine attraverso il lavoro di scrittori come Moraga.

### Sessualità
Moraga è apertamente gay, essendo diventata lesbica dopo gli anni del college. Ne La Guera paragona la discriminazione che ha subito come lesbica alle esperienze di sua madre come una donna ispanica povera e ignorante, affermando che "Il mio lesbismo è la via attraverso la quale ho imparato di più sul silenzio e l'oppressione, e continua a essere il ricordo più tattile per me del fatto che non siamo esseri umani liberi”. Dopo aver fatto coming out, Moraga ha iniziato a scrivere più pesantemente ed è stata coinvolta nel movimento femminista. In Loving in the War Years cita Capitalist Patriarchy: A Case for Socialist Feminism come ispirazione quando realizza la sua identità intersecante di lesbica chicana, dicendo: "L'apparizione delle parole di queste sorelle sulla stampa, come lesbiche di il colore, all'improvviso mi ha reso possibile mettere la me Chicana e la me lesbica al centro del mio movimento".

## Carriera

### Letteratura e scrittura
Moraga ha co-curato l'antologia This Bridge Called My Back: Writings by Radical Women of Color con Gloria Anzaldúa.
Nel 1983 Barbara Smith, Audre Lorde e Moraga hanno fondato la Kitchen Table: Women of Color Press, che è stata accreditata come la prima casa editrice dedicata alla scrittura di donne non bianche negli Stati Uniti. Kitchen Table ha pubblicato la seconda edizione di This Bridge Called My Back. Nel 1986 il libro ha vinto il Before Columbus Foundation American Book Award. Insieme ad Ana Castillo e Norma Alarcón, Moraga ha adattato questa antologia alla lingua spagnola, pubblicando Esta puente, mi espalda: Voces de mujeres tercermundistas en los Estados Unidos. Più tardi, quello stesso anno , è stato pubblicato il primo libro di Moraga, Loving in the War Years: lo que nunca pasó por sus labios.
Nel 2007 Moraga è stata nominata USA Rockefeller Fellow del 2007 e ha ricevuto 50000 $ dalla United States Artists. Ha vinto un Creative Work Fund Award nel 2008 e la Gerbode-Hewlett Foundation Grant for Playwriting nel 2009.

#### Still Loving in the (Still) War Years
Nel 2009 ha pubblicato il saggio Still Loving in the (Still) War Years: On Keeping Queer Queer, che criticava il mainstreaming della politica LGBT attraverso l'enfasi sul matrimonio tra persone dello stesso sesso. Durante il saggio ha anche discusso di persone transgender nelle comunità queer e ha criticato la crescente inclusione delle questioni trans nella politica LGBT. Sostiene che i giovani subiscono pressioni per la transizione dalla più ampia cultura queer, affermando che "il movimento transgender in generale, e la semplice pressione dei pari, impedirà ai giovani di risiedere in quel luogo queer e ambivalente di genere per tutto il tempo e la stessa profondità come è giusto che sia."(184) Alcuni membri della comunità come Morgan Collado e Francisco Galarte hanno risposto sottolineando come questo abbia invalidato e respinto l'esperienza vissuta dei giovani che decidono di cambiare sesso. In questo saggio Moraga si spinge oltre lamentando quella che vede come la perdita della cultura lesbo per coloro che scelgono di cambiare sesso, affermando di "[non] voler continuare a perdere le [sue] figlie macho a causa della virilità attraverso qualsiasi mandato culturale che non è di nostra creazione."(186) In risposta a questo, Galarte ha sostenuto che "il testo di Moraga costringe le persone transgender a sopportare l'onere di dimostrare lealtà a una nazione oltre ad essere la figura che è l'esempio di razza, sesso, abiezione e liberazione di genere" (131 -32).

### Teatro
Dal 1994 al 2002, Moraga ha pubblicato un paio di volumi di opere teatrali attraverso la West End Press di Albuquerque. Ha tenuto corsi di arti drammatiche e scrittura in varie università negli Stati Uniti ed è attualmente artista residente presso la Stanford University. Ha scritto e prodotto numerose produzioni teatrali. È coinvolta in un gruppo di comunicazione teatrale ed è stata destinataria del NEA Theatre Playwriting Fellowship Award. Nel 2009 ha ricevuto una borsa di studio della fondazione Gerbode-Hewlett per la scrittura di opere teatrali.

#### Watsonville: Some Place Not Here
La sua opera teatrale del 1996 Watsonville: Some Place Not Here è stata commissionata dal Brava Theatre Center con il supporto della Fondazione Rockefeller e ha avuto la sua prima mondiale al Brava Theatre il 25 maggio 1996. Ha vinto il premio Kennedy Center for the Performing Arts ed è stato vincitore del Fund for New American Plays Award.

## Opere selezionate

### Libri
- Loving in the War Years: Lo que nunca pasó por sus labios (1983). Boston: South End Press. ISBN 0-89608-195-8.[22]
- Cuentos: Stories By Latinas (co-editor, 1983). New York: Kitchen Table: Women of Color Press. ISBN 0-913175-01-3
- This Bridge Called My Back: Writings by Radical Women of Color (1986, co-editor)
  - Esta puente, mi espalda: Voces de mujeres tercermundistas en los Estados Unidos (co-editor, 1988). San Francisco: ism press. ISBN 978-0-910383-19-6
- The Last Generation: Prose and Poetry (1993). Boston: South End Press. ISBN 0-89608-467-1
- Heroes and Saints and Other Plays (1994). Albuquerque: West End Press. ISBN 0-931122-74-0
- Waiting in the Wings: Portrait of a Queer Motherhood (1997) Ithaca: Firebrand Books. ISBN 1-56341-093-1
- A Xicana Codex of Changing Consciousness: Writings, 2000-2010 (2011)
- Native Country of the Heart: A Memoir (2019). New York: Farrar, Straus, and Girox. ISBN 9780374219666

### Teatro
- Giving up the Ghost (1986)[23]
- Shadow of a Man (1990)
- Coatlicue's Call/ El llamado de Coatlicue (1990)
- Heroes and Saints (1992)
- Shadow of a Man (1992)[24]
- Heart of the Earth: A Popol Vuh Story (1994)
- A Circle in the Dirt (1995)
- Watsonville: Some Place Not Here  (1996)
- The Hungry Woman (1995)
- Circle in the Dirt (2002)
- Digging Up the Dirt (2010)[25]
- New Fire: To Put Things Right Again (2012).[17][26]
- The Mathematics of Love (2016)[27]

### Altre opere
- "Art in America Con Acento" (1994). Anthologized in Women Writing Resistance: essays on Latin America and the Caribbean (2003). Cambridge, Massachusetts: South End Press. ISBN 0-89608-708-5
- The Sexuality of Latinas (co-editor, 1993). Berkeley: Third Woman Press. ISBN 0-943219-00-0

## Premi
- Fellowship for Literature dell'artista statunitense Rockefeller, 2007.
- Premio degli studiosi dell'Associazione Nazionale Chicana e Chicano, 2001.
- Premio David R. Kessler. The Center for Lesbian and Gay Studies, City University of New York. (In onore dei contributi al campo dei Queer Studies), 2000.
- Primo premio annuale Cara. UCLA Chicano Studies Research Center / Cesar Chavez Center for Interdisciplinary Instruction in Chicana / Chicano Studies, 1999.
- Fund for New American Plays Award nel 1995 e 1991.
- Premio alla carriera, Ellas in Acción, San Francisco, 1995.
- Lesbian Rights Award, Southern California Women for Understanding 1991.
- National Endowment for the Arts Theatre Playwrights 'Fellowship, 1993.
- PEN West Literary Award for Drama, 1993.
- Critics 'Circle Award per la migliore sceneggiatura originale, 1992 ( Heroes and Saints ).[28]
- Will Glickman Playwriting Award, 1992.
- Premio Drama-logue per la drammaturgia, 1992.
- Outlook Foundation, Premio letterario, 1991.
- Premio California Arts Council Artists in Community Residency, 1991-2 / 1993-5.
- American Book Award, Before Columbus Foundation, 1986.
- Borsa per la poesia del servizio pubblico per le arti creative (CAPS), Stato di New York, 1983.
- The Mac Dowell Colony Fellowship for Poetry, New Hampshire, 1982.